# Allan Warren

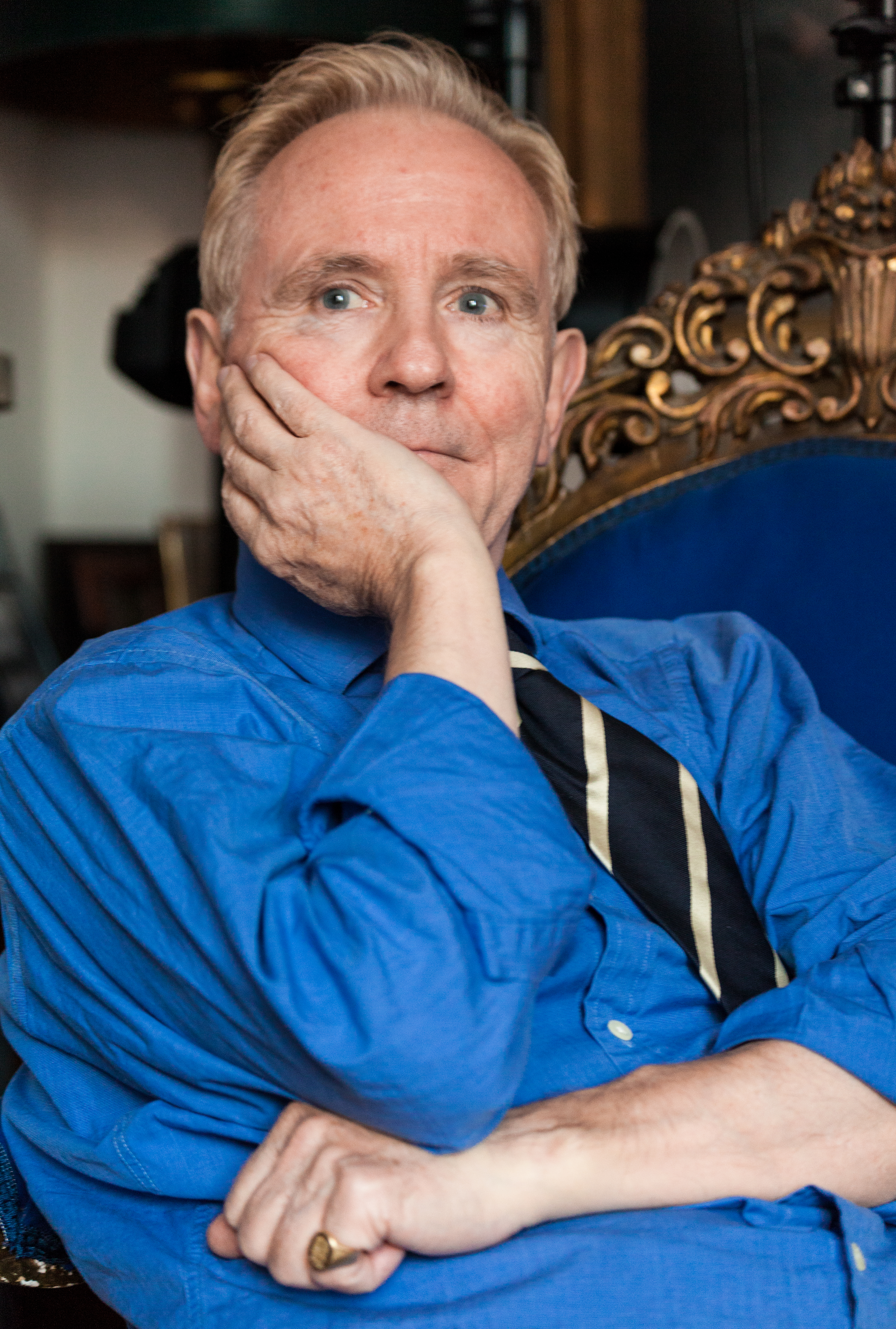
Allan Warren, 2012

Michael Allan Warren (* 26. Oktober 1948 in Wimbledon (London)) ist ein britischer Fotograf, Schriftsteller und Schauspieler. Er ist unter anderem für seine Porträts von hochgestellten oder berühmten Persönlichkeiten bekannt.

## Leben
Warren besuchte die Bühnenschule Warren Terry’s Juveniles im Drury Lane Theatre. Durch Vorsprechen bekam er seine ersten Aufträge, unter anderem die Moderatorin zu The Five O’clock Club wo er Marc Bolan kennenlernte der ihn später als Manager einstellte.
Mit 17 Jahren begann er seine Schauspielerkollegen zu fotografieren, und er erwarb bald seine erste eigene Kamera. Ein Freund, der Musiker Mickey Deans, wünschte sich 1969 Fotos seiner Hochzeit mit Judy Garland. Seither fertigt Warren vor allem Porträts von Persönlichkeiten, darunter viele Schauspieler, Schriftsteller, Musiker, Politiker und Mitglieder der britischen Königsfamilie.

## Filmografie (Auswahl)
- 1964: Denn erstens kommt es anders… (The Verdict)

## Bibliografie (Auswahl)
- Nobs & Nosh – Eating with the Beautiful People, 1974
- Confessions of a Society Photographer, 1976
- The Dukes of Britain, 1986
- Dukes, Queens and Other Stories, 1999
- Strangers in the Buff, August 2007
- Carpet Dwellers, Oktober 2007
- Nein Camp: My Struggle, Dezember 2012
- Double Act, Mai 2022

## Porträtfotografie (Auswahl)

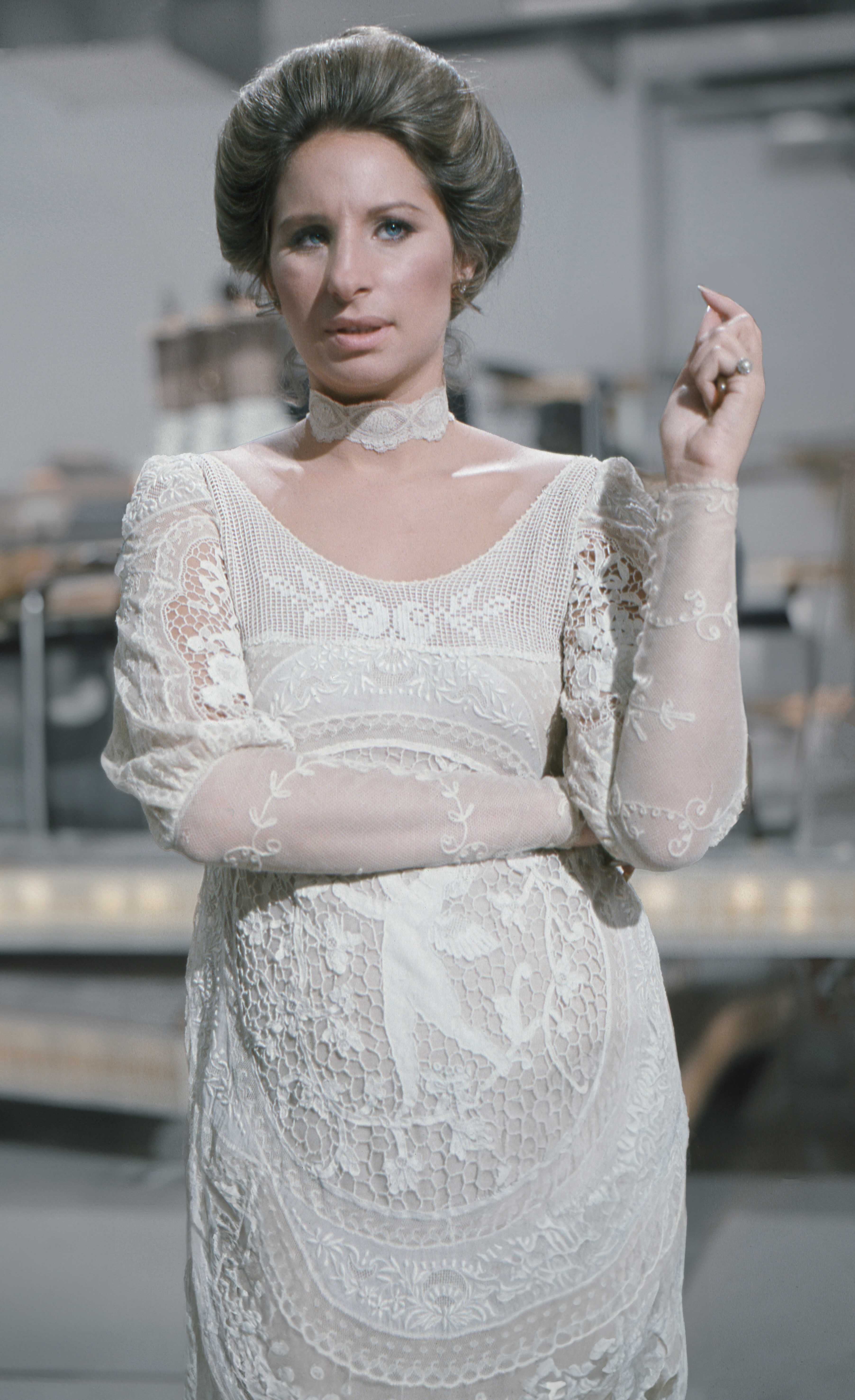
Barbra Streisand
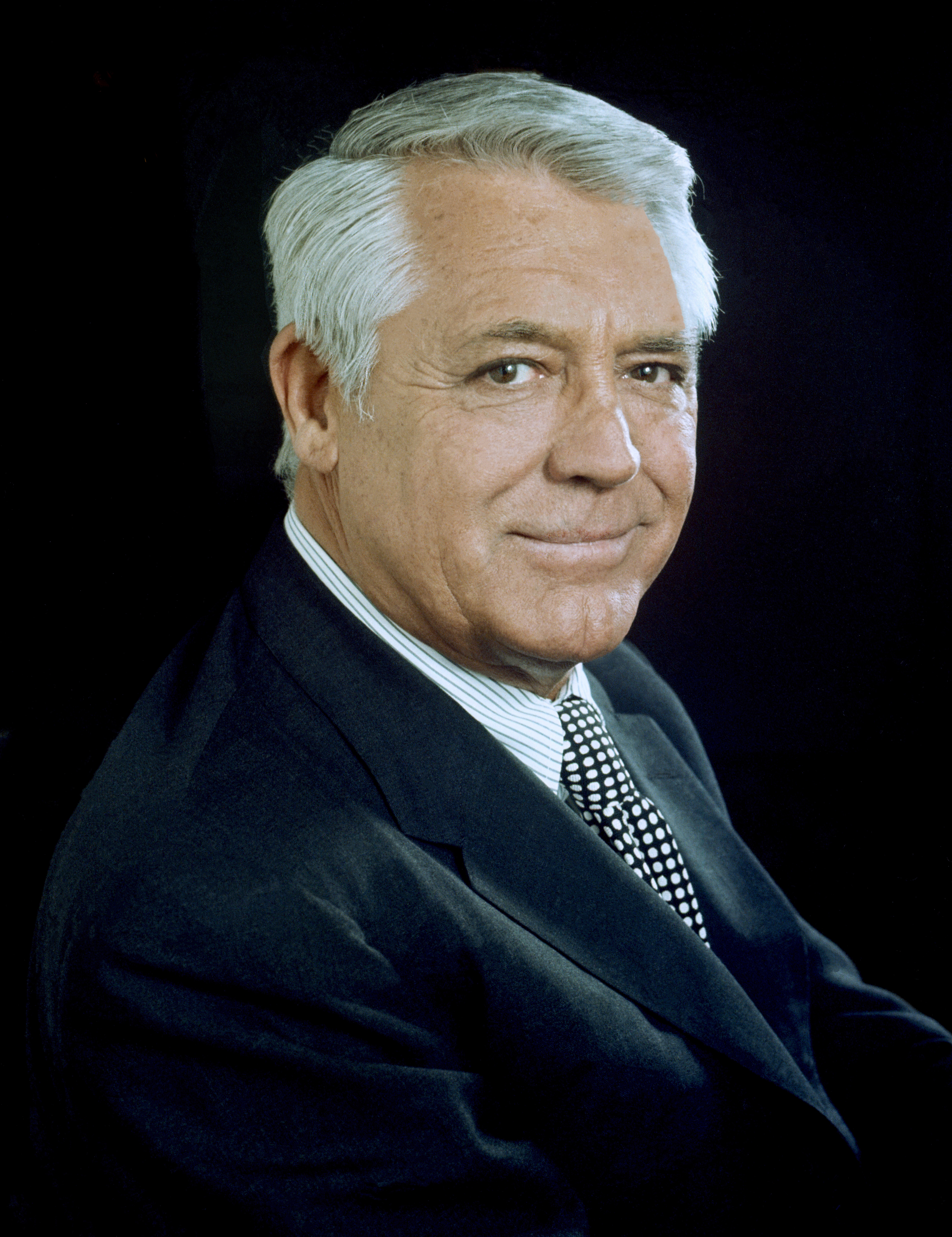
Cary Grant
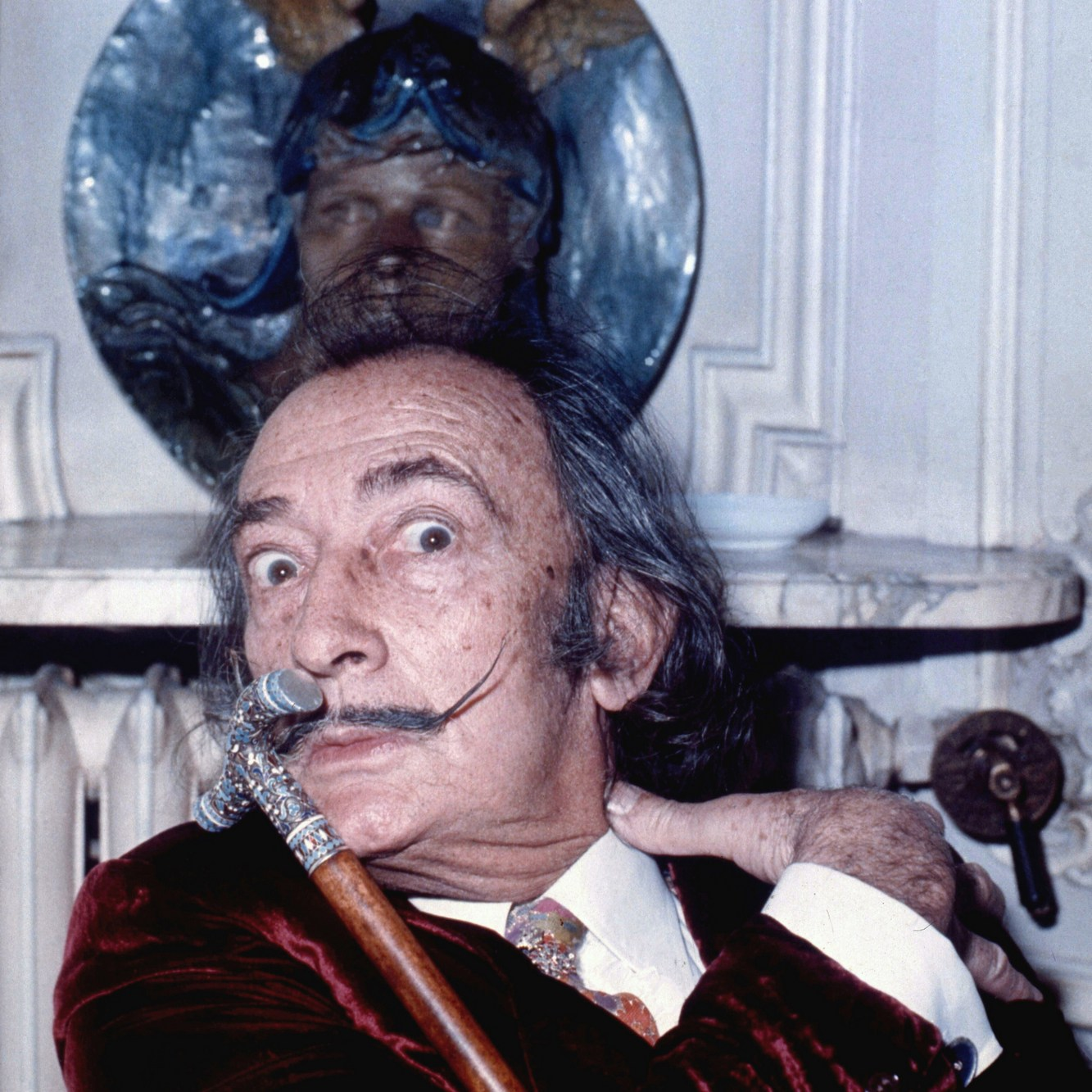
Salvador Dalí
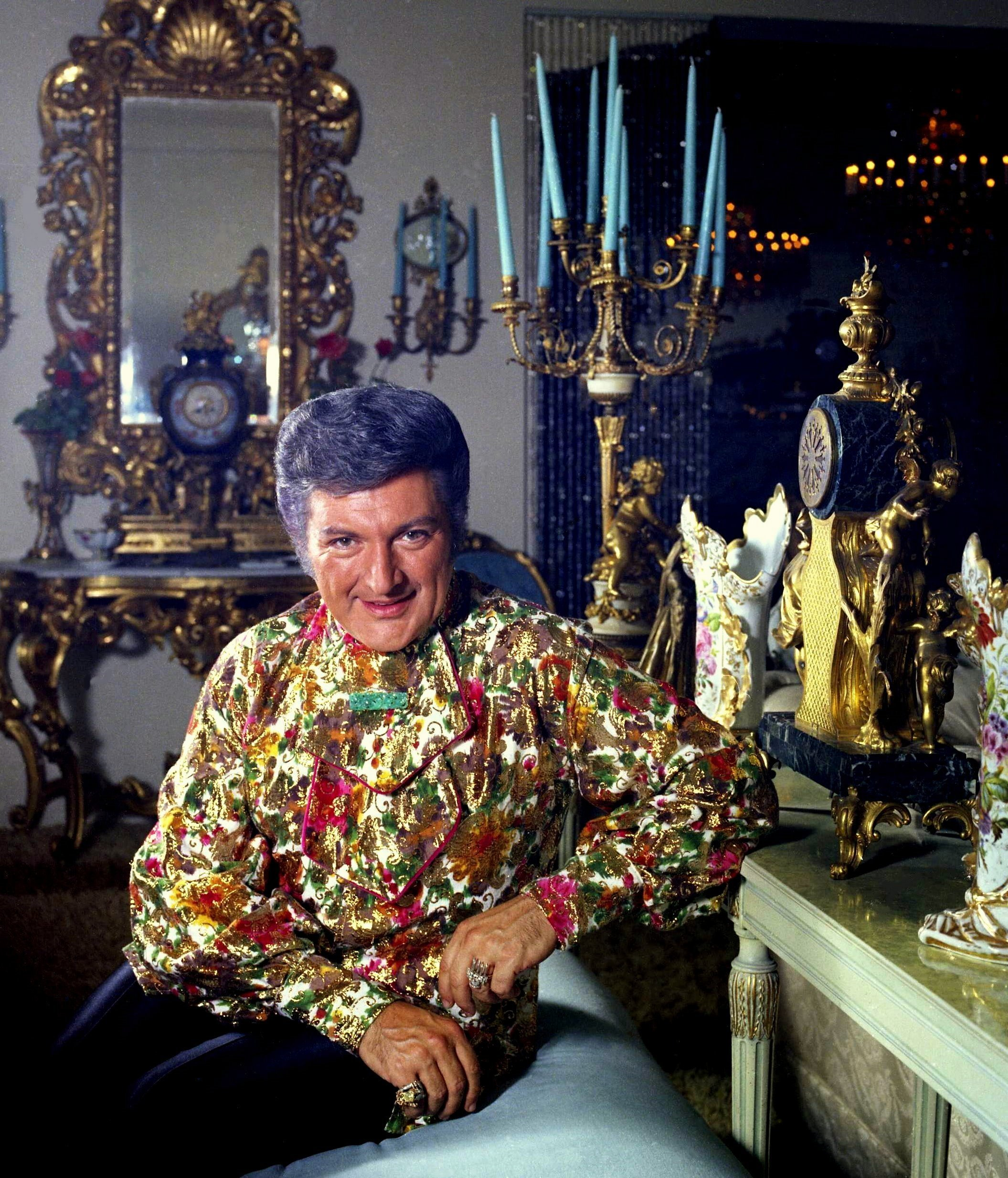
Liberace
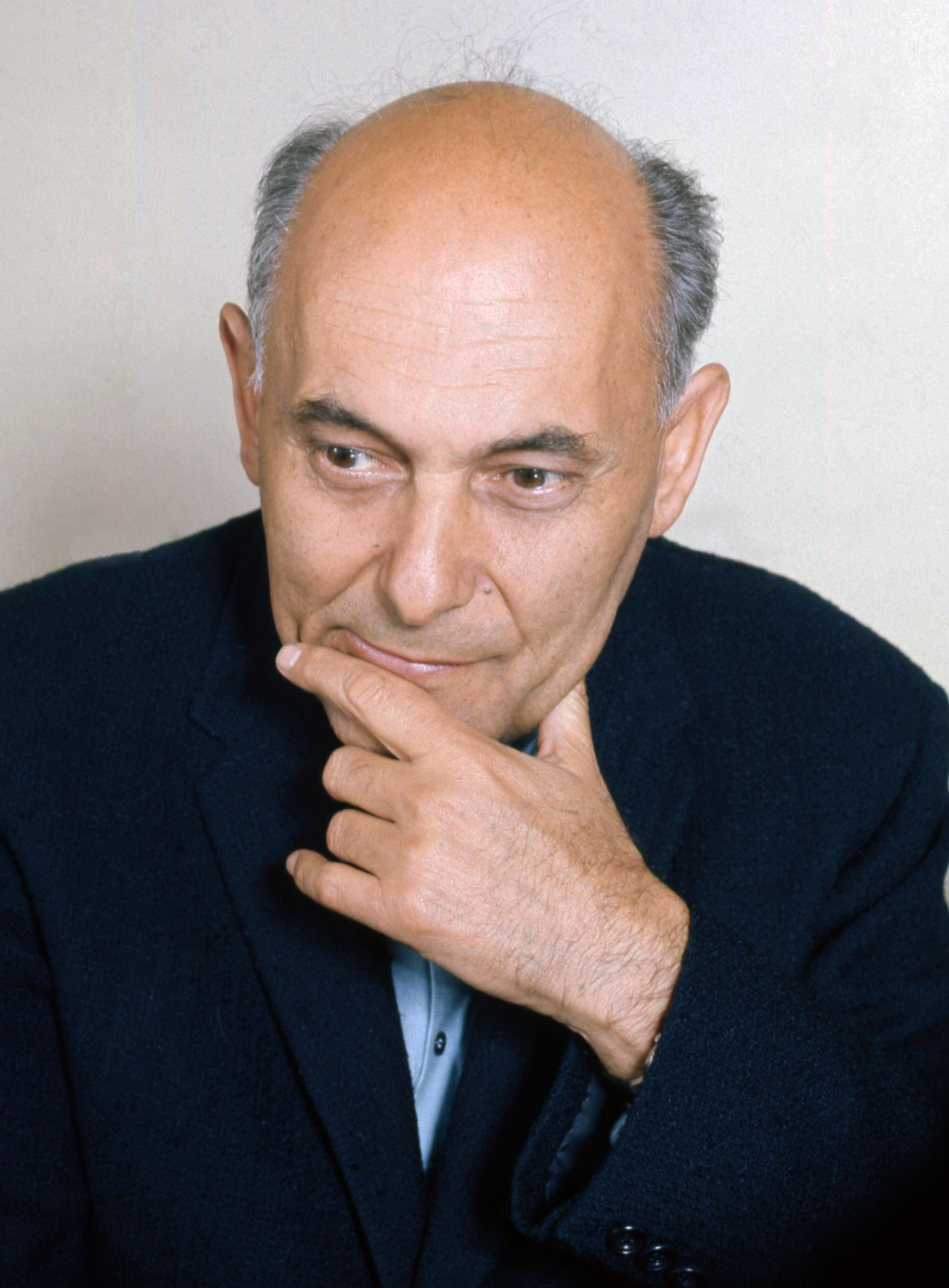
Georg Solti
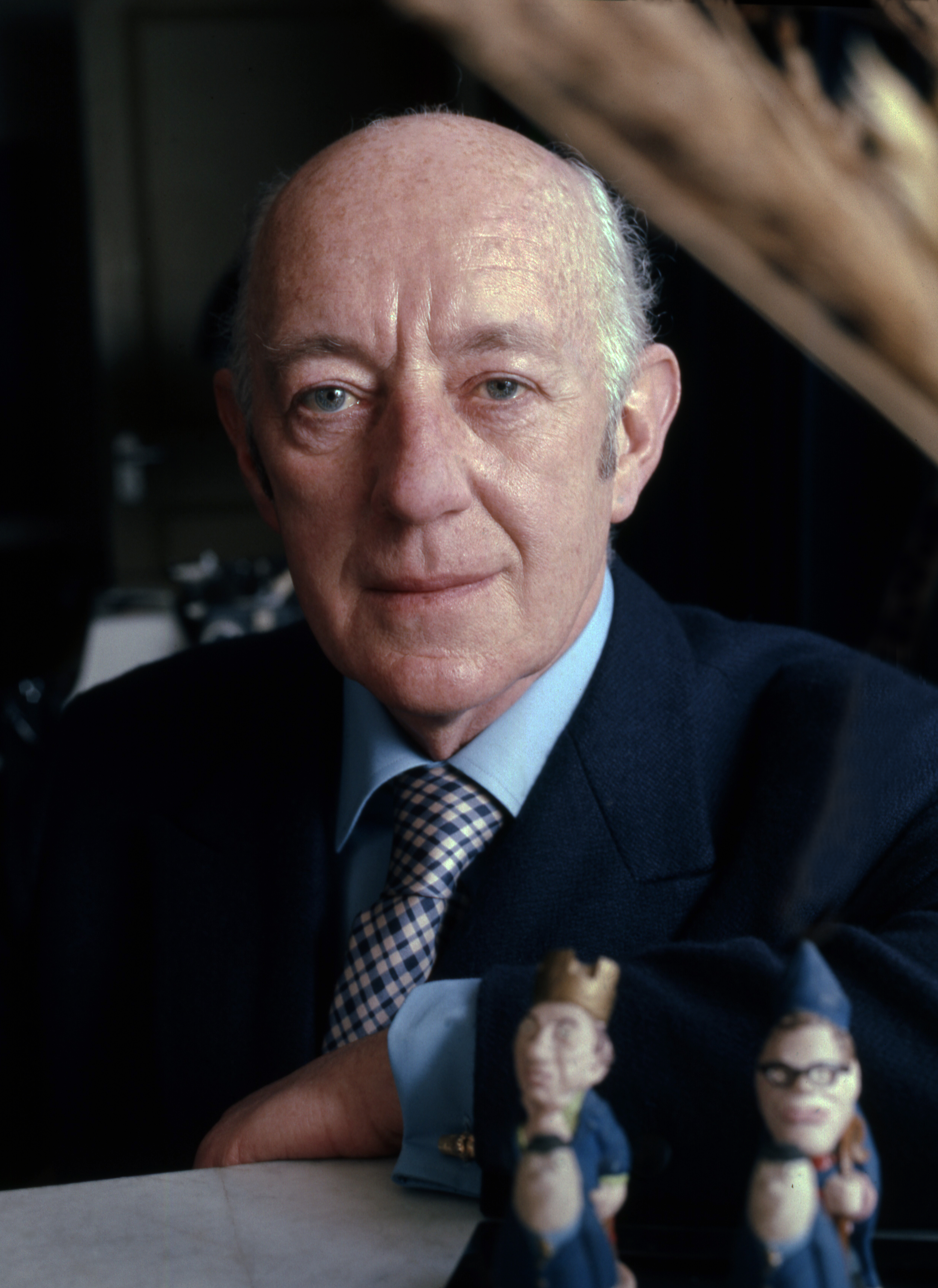
Alec Guinness
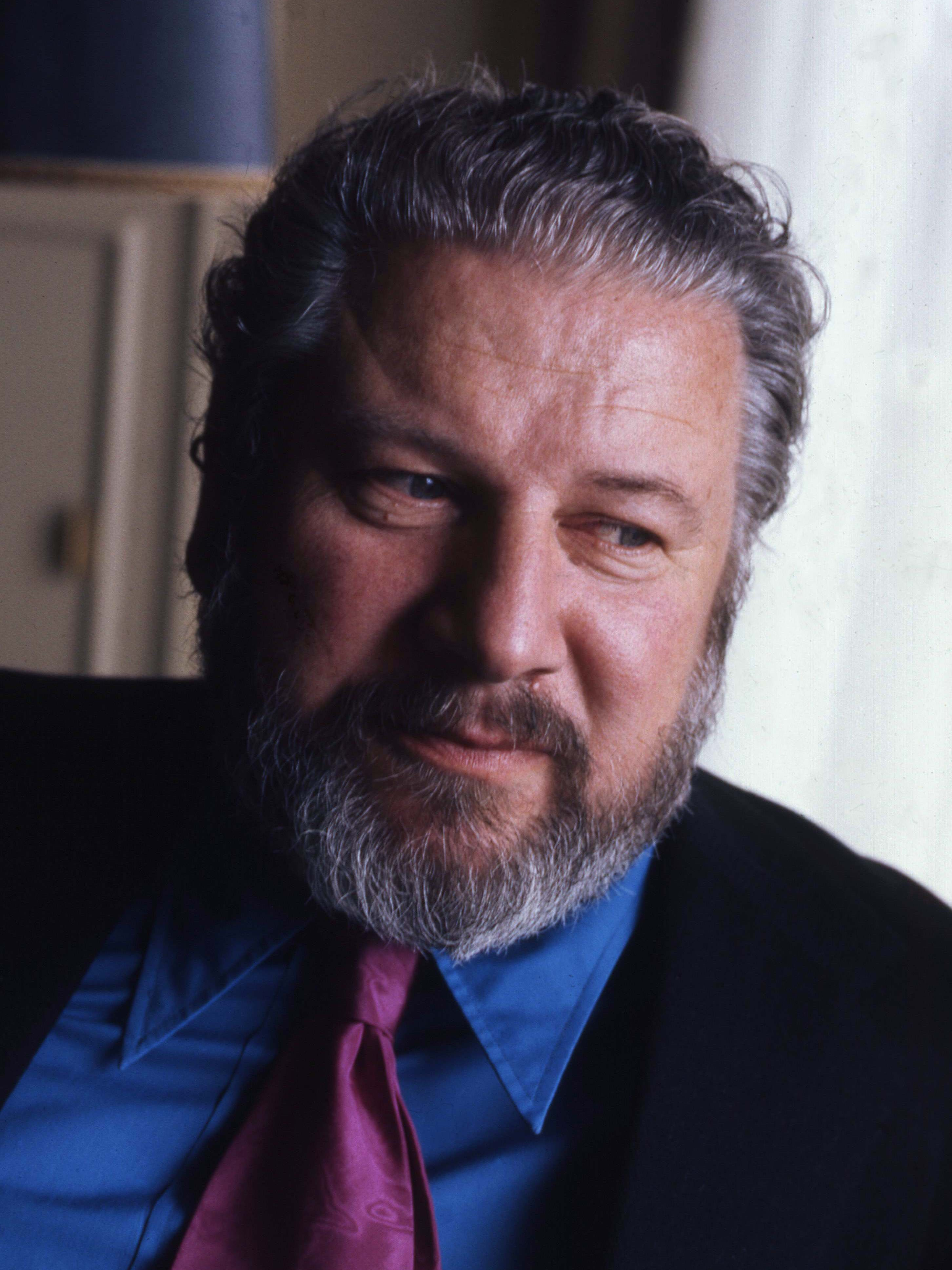
Peter Ustinov
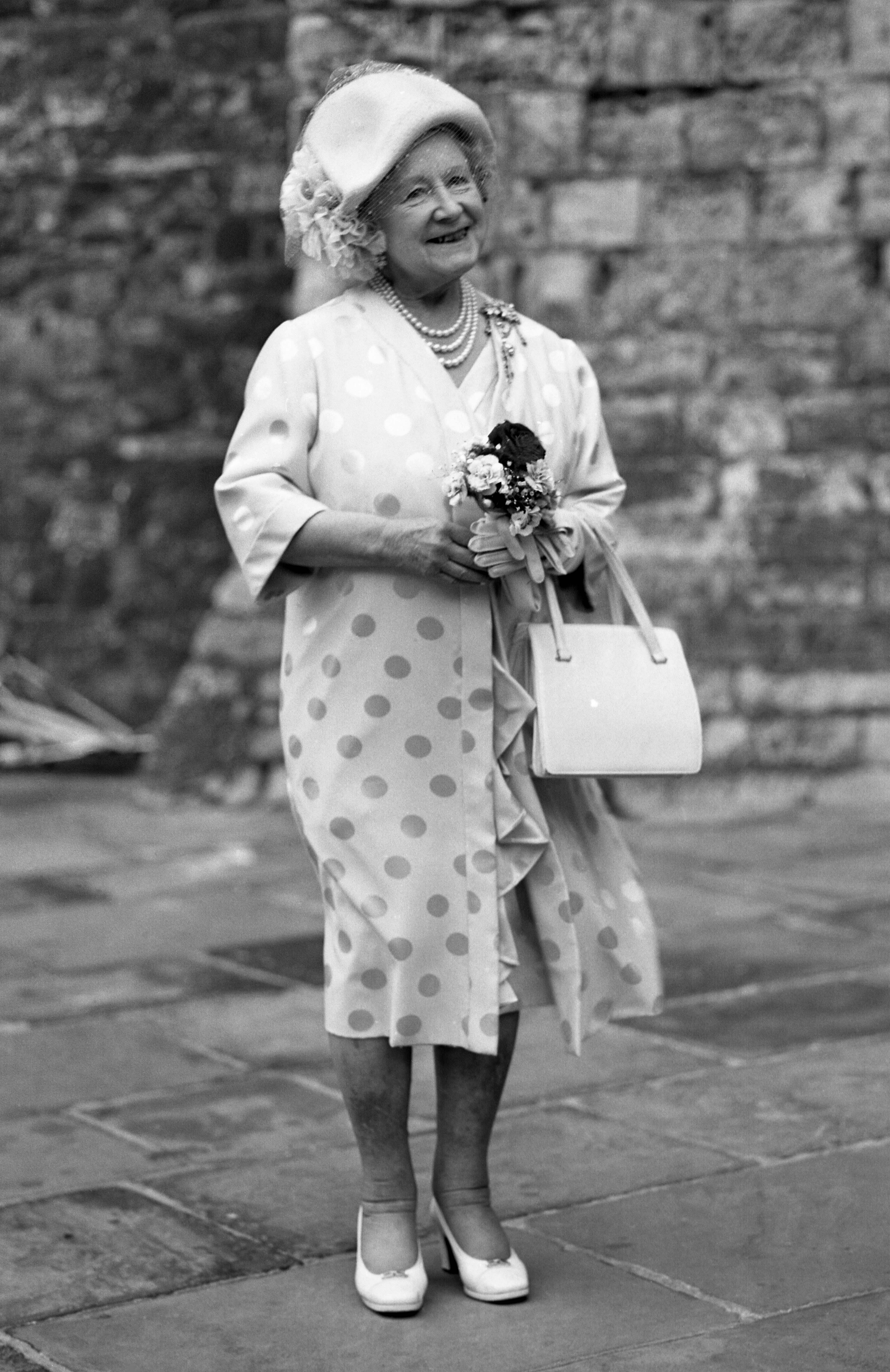
Elizabeth Bowes-Lyon
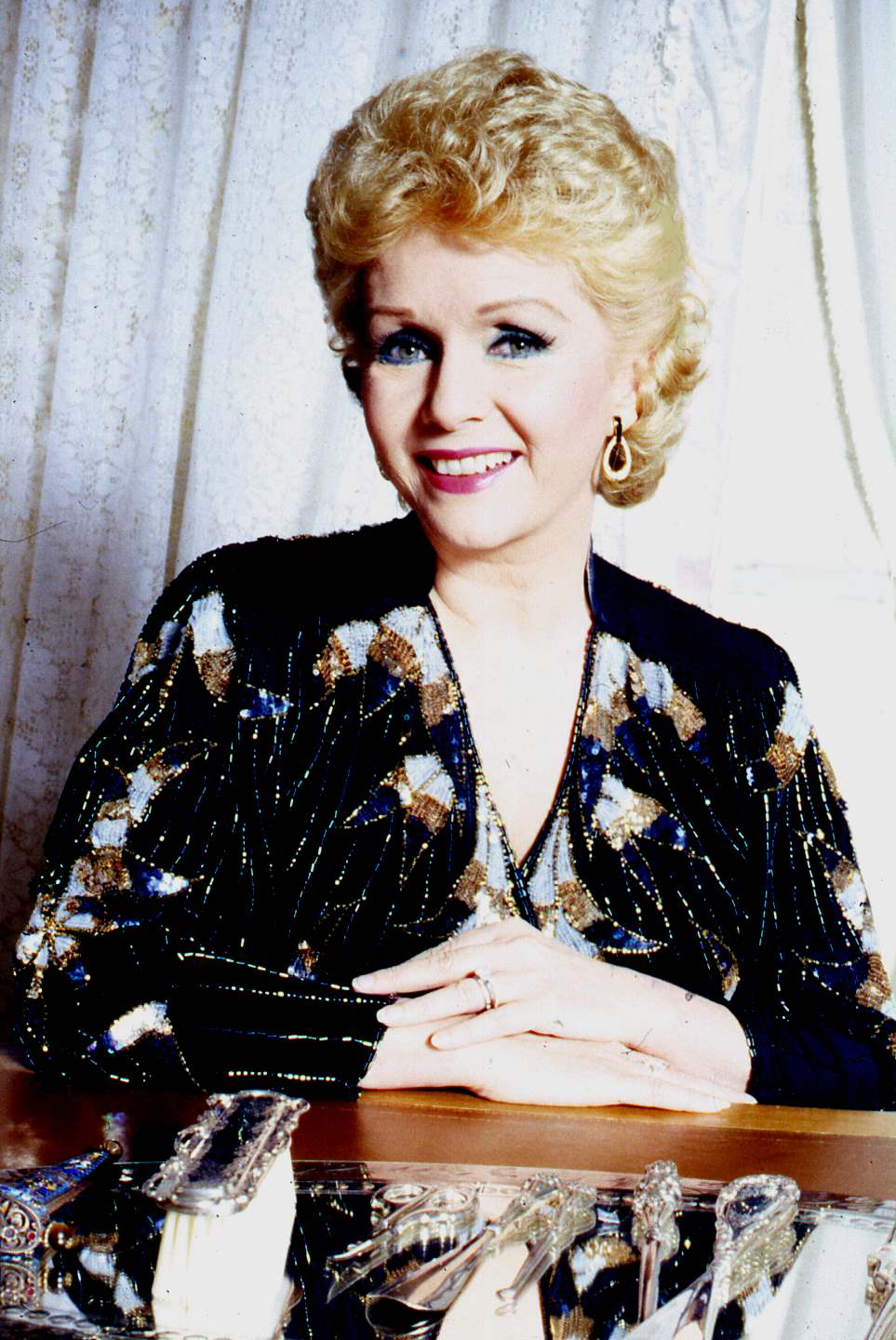
Debbie Reynolds
Roger Moore